# Creyssensac-et-Pissot
Creyssensac-et-Pissot è un comune francese di 228 abitanti situato nel dipartimento della Dordogna nella regione della Nuova Aquitania.

## Società

### Evoluzione demografica
Abitanti censiti